# Wohin die Züge fahren
Wohin die Züge fahren ist ein 1948 entstandener deutscher Spielfilm von Boleslaw Barlog mit Heidemarie Hatheyer, Carl Raddatz und Gunnar Möller in den Hauptrollen.

## Handlung
Max Engler und sein junger Bekannter Gustav Dussmann sind sich auf einem Güterbahnhof, dort wohin die titelgebenden Züge fahren, im Hunger- und Mangeljahr 1948 begegnet. Sie beide sind zwei typisch deutsche Heimatlose jener Zeit, zwei Entwurzelte, die den Krieg mit Mühen überlebt haben und sich in der in Trümmern liegenden Heimat nur sehr schwer wieder einfinden können. Ohne ein Dach über dem Kopf und ohne Familie, die irgendwo auf einen wartet, spielt sich ihr Dasein auf der Landstraße und zwischen Ruinen, in Güterwägen und im Nachtasyl ab. Um wenigstens etwas zu beißen zu haben, versuchen sich beide Männer als Heiratsschwindler bei wohlhabenden Bauerntöchtern. Max treibt überdies der unbedingte Wille, auf diesem ungewöhnlichen Weg seine Verlobte Martha wieder zu finden.
Eines Tages meldet sich auf eine in der Zeitung geschalteten Anzeige eine bodenständige junge Frau, die sich hingebungsvoll um das von ihr aufgelesene Findelkind Hannele kümmert. Sie heißt Fanny Förster, wurde einst aus Bayern nach Freiburg evakuiert und haust nun mehr schlecht als recht in einer baufälligen Hausruine. Sie beginnt sich in den gestandenen Max zu verlieben. Währenddessen gerät dessen junger Kumpel Gustav in Konflikt mit dem Gesetz und muss vorübergehend ins Gefängnis. Als Max ansehen muss, dass sich seine wieder aufgetauchte Martha an den Hals eines amerikanischen Besatzungssoldaten geworfen hat, ist er zutiefst enttäuscht und zeigt sich für Fanny offen. Beide haben nun beste Chancen für eine gemeinsame Zukunft. Max nimmt sich vor, nach Gustavs Entlassung ihm als guter Freund beim Neuanfang zur Seite zu stehen.

## Produktionsnotizen
Wohin die Züge fahren entstand als erster in der französischen Besatzungszone gedrehter Film vermutlich in der ersten Jahreshälfte 1948 im Atelier Freiburg sowie in der Stadt und Umgebung von Freiburg, der Heimstätte der den Film herstellenden Produktionsfirma. Zwischen Drehzeit und Premiere verstrich rund ein Jahr. Der Streifen passierte im April 1949 die alliierte Filmzensur und wurde am 3. Juni 1949 in Freiburg uraufgeführt. Die Berliner Premiere war am 14. Juli 1949. Die bisher einzige Fernsehausstrahlung erfolgte am 26. April 1955 in der ARD. Der Film gilt als verschollen.
Erich Holder wirkte als Produktionsleiter. Carl L. Kirmse entwarf die Filmbauten. Theo Nischwitz gestaltete die Spezialeffekte. Als Standfotograf wurde der später bundesweit bekannte Modefotograf Hubs Flöter engagiert. Zudem wirkten rund 200 Komparsen sowie die komplette Fußballmannschaft des FFC mit.
Wohin die Züge fahren war ein deutscher Beitrag bei den X. Internationalen Filmfestspielen von Venedig, die zwischen dem 11. August und dem 1. September 1949 stattfanden.

## Wissenswertes
Wohin die Züge fahren, die letzte Kinoinszenierung des Theatermannes Barlog, gilt als einer der letzten sog. Trümmerfilme der Bundesrepublik. Nach der Einführung der DM in Nachfolge der Reichsmark und mit der Gründung der Bundesrepublik Deutschland hatte sich dieses Filmgenre überlebt und zahlreiche Kinogänger wollten nunmehr bevorzugt heiter-belangloses Entertainment sehen wie Kätchen für alles, Nach Regen scheint Sonne, Krach im Hinterhaus, Nichts als Zufälle, Um eine Nasenlänge und Die Freunde meiner Frau – allesamt Filme, die wie Wohin die Züge fahren 1949 in den Lichtspieltheatern anliefen. Dementsprechend entwickelte sich die hier erzählte triste Geschichte an den Kinokassen „zu einem grandiosen Flop“, nicht zuletzt auch aufgrund der beträchtlichen Kosten von 1,2 Millionen DM.
Ein Zeitgenosse erklärte die Ablehnung des Films durch das Publikum und das damit einhergehende finanzielle Debakel in der Wirtschaftszeitung vom 16. Juli 1949 wie folgt: “Das Publikum fühlt sich den Zeiten der Personenbeförderung in Güterzügen schon zu fern, um daran noch ein aktuelles, und nicht weit genug entfernt, um daran schon ein historisches Interesse zu nehmen. In zehn oder zwanzig Jahre werden diese Filme vielleicht als Dokumente der Vergangenheit eine verspätete Anerkennung ernten. Im Moment bedeuten sie für manche Firmen den Ruin. Die von den Militärregierungen erzwungene Zersplitterung der Produktion zeigt sich hier von der nachteiligsten Seite. Ein Konzern kann das Versagen eines Filmes eher mit den Gewinnen aus anderen Filmen ausgleichen. (…) Die Frage der künstlerischen Qualität spielt bei der rigorosen Ablehnung dieser Filme durch das Publikum kaum eine Rolle. Die Stars, wie … Heidemarie Hatheyer und Karl Raddatz, gehören zu den zugkräftigsten … des deutschen Films. (…) Es ist das Thema, die Atmosphäre, das Milieu von Krieg und Nachkrieg, was hier abgelehnt wird. Nicht nur in Deutschland, sondern zunehmend auch im Ausland. Das Publikum verlor in allen Ländern rasch den Geschmack am Anblick vergangener Not und Verzweiflung.”

## Kritiken
In Der Spiegel war zu lesen: “Diese Geschichte … wirkt in der Realität des ruinösen Schauplatzes künstlich heraufbeschworen. Boleslav Barlog, Berlins agilster Nachkriegsregisseur, der Herr des premierenreichen Steglitzer Schloßtheaters, holt mehr an echtem Gefühl aus ihr heraus, als darin zu vermuten ist. Der Film muntert trotz der Ruinen auf. Das liegt an Barlogs Regie. Und an Heidemarie Hatheyer. Sie ist als Fanny beruhigend fraulich und selbstsicher. Man vermag selbst in den Augenblicken ihrer besonderen Verlassenheit nicht recht um sie zu bangen.”

„… ein Heimkehrerthema, das in kammerspielhaftem Ton ansehnlich inszeniert, gut ausgeleuchtet und dargestellt ist.“